# Kamenna Riksa
Kamenna Riksa (bułg. Каменна Рикса) – wieś w Bułgarii, w obwodzie Montana, w gminie Georgi Damjanowo. Według Ujednoliconego Systemu Ewidencji Ludności oraz Usług Administracyjnych dla Ludności, miejscowość zamieszkuje 147 mieszkańców.